# Ellen Richter

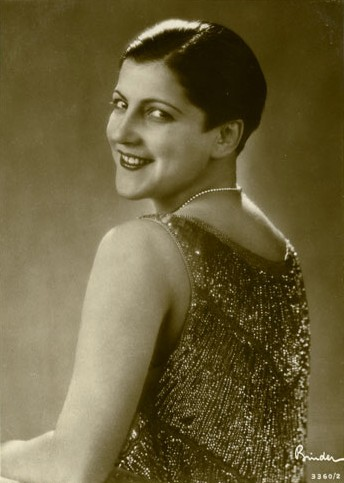
Ellen Richter 1928 auf einer Fotografie von Alexander Binder

Ellen Richter (* 28. Juli 1891 als Käthe Weiß in Wien; † 11. September 1969 in Düsseldorf) war eine österreichische Schauspielerin und Filmproduzentin.

## Leben
Sie war das jüngste von fünf Kindern des aus Ungarn stammenden jüdischen Schneidermeisters Jakob Weiß und seiner Ehefrau Rosa, geb. Fleischmann. Nach dem Besuch der Volksschule nahm sie Schauspielunterricht bei Ferdinand Gregori an der Akademie für darstellende Kunst.
Sie bestand mit Auszeichnung und trat am Stadttheater Brünn (1908), an der Residenzbühne Wien (1910) und an der Künstlerbühne München (1911) auf. Im Jahr 1912 spielte sie in Berlin am Nollendorf-Theater, wo sie unter anderem Orestes in der Operette Die schöne Helena verkörperte.
Im Jahr 1915 kam Ellen Richter zum Stummfilm und erhielt sofort Hauptrollen. Sie wurde zu einem Star des deutschen Sensations- und Abenteuerkinos. 1920 gründete sie die Ellen Richter-Film Käthe Wolff. Ehemann Willi Wolff fungierte zugleich als Drehbuchautor und Regisseur ihrer Filme, in denen sie stets im Mittelpunkt stand. Häufig spielten ihre Filme vor einem exotischen Hintergrund.
Die Machtergreifung der Nationalsozialisten beendete abrupt ihre erfolgreiche Filmkarriere. Als Schauspielerin mit einem Auftrittsverbot belegt, konnte Ellen Richter nur noch zwei Filme als Produzentin mit ihrer Firma Riton (Ellen Richter Tonfilm GmbH) herstellen. 1938 wurde sie aus der Reichsfilmkammer ausgeschlossen. 1935 hatte sie mit ihrem Mann Deutschland verlassen und war nach Wien heimgekehrt. Dort blieb das Ehepaar Wolff bis zum Anschluss Österreichs. Danach hielten sie sich in der Tschechoslowakei auf. Auf der Flucht vor der deutschen Wehrmacht emigrierten sie schließlich im Dezember 1940 von Lissabon aus in die USA. Dort ließen sich Ellen Richter und Willi Wolff in New York City nieder.
Nach Wolffs Tod zu Beginn einer gemeinsamen Europareise im April 1947 kehrte Richter nach Berlin zurück, wo sie ihre alte Firma, die Ellen Richter Film GmbH, neu gründete. 1952 erweckte sie in Baden-Baden auch die Riton-Film GmbH zu neuem Leben.
Ihren Lebensabend verbrachte sie in Düsseldorf, wo ein Neffe Wolffs wohnte, und in Zürich, wo sie ihren Alterswohnsitz hatte. Sie starb 1969 in Düsseldorf und wurde an der Seite ihres Mannes in Nizza beerdigt.

## Filmografie (Auswahl)
- 1915: Das Gesetz der Mine
- 1915: Das Tagebuch Collins
- 1915: Schlemihl
- 1915: Der Eremit
- 1916: Das Skelett
- 1916: Leben um Leben
- 1916: Frauen, die sich opfern
- 1916: Der Ring des Schicksals
- 1917: Die im Schatten leben
- 1917: Katharina Karaschkin
- 1917: Das Bacchanal des Todes
- 1917: Für die Ehre des Vaters
- 1917: Der Spion
- 1917: Und führe uns nicht in Versuchung
- 1917: Strandgut oder Die Rache des Meeres
- 1918: Der Flieger von Görz
- 1918: Die Flucht des Arno Jessen
- 1918: Die Schuld des Dr. Adrian Dorczy
- 1919: Aberglaube
- 1919: Die Tochter des Mehemed
- 1919: De Profundis
- 1919: Das Spielzeug der Zarin
- 1920: Der rote Henker
- 1920: Napoleon und die kleine Wäscherin (auch Produktion)
- 1920: Sizilianische Blutrache (auch Produktion)
- 1920: Die Fürstin Woronzoff (auch Produktion)
- 1920: Brigantenliebe
- 1920: Maria Tudor, Königin von England
- 1920: Die letzten Kolczaks
- 1921: Die Abenteurerin von Monte Carlo, drei Teile
- 1921: Das Rätsel der Sphinx
- 1921: Fahrendes Volk
- 1921: Der weiße Tod
- 1921: 10 Millionen Volt
- 1922: Lola Montez, die Tänzerin des Königs (auch Produktion)
- 1923: Die Frau mit den Millionen
- 1924: Die große Unbekannte
- 1925: Der Flug um den Erdball (zwei Teile)
- 1925: Schatten der Weltstadt
- 1926: Wie einst im Mai
- 1926: Die tolle Herzogin
- 1927: Der Juxbaron (nur Produktion)
- 1927: Die Dame mit dem Tigerfell / Die Gefahren des Karnevals
- 1927: Die schönsten Beine von Berlin
- 1927: Kopf hoch, Charly!
- 1927: Der große Unbekannte
- 1928: Unmoral / Die sieben Abenteuer der Frau Venus
- 1928: Moral
- 1929: Polizeispionin 77
- 1929: Die Frau ohne Nerven
- 1930: Die Marquise von Pompadour (nur Co-Produktion)
- 1931: Die Abenteurerin von Tunis
- 1932: Das Geheimnis um Johann Orth
- 1932: Strafsache van Geldern
- 1933: Manolescu, der Fürst der Diebe (auch Produktion)
- 1934: Der schwarze Walfisch (nur Produktion)
- 1935: Wer wagt – gewinnt (nur Produktion)